# Nazionale maschile under 18 di calcio del Portogallo
La nazionale di calcio portoghese Under-18 è la rappresentativa calcistica Under-18 del Portogallo ed è posta sotto l'egida della Federazione calcistica portoghese. La squadra partecipa al campionato europeo di categoria.